# تم ابراهیم‌آباد (تپه ابراهیم‌آباد)
تم ابراهیم‌آباد (تپه ابراهیم‌آباد) در شهرستان جیرفت، روستای حسین‌آباد واقع شده و این اثر در تاریخ ۱ فروردین ۱۳۴۵ با شمارهٔ ثبت ۵۱۲ به‌عنوان یکی از آثار ملی ایران به ثبت رسیده است.